# Kanton Nanterre-1
Der Kanton Nanterre-1 ist seit 2015 ein französischer Kanton im Arrondissement Nanterre, im Département Hauts-de-Seine und in der Region Île-de-France. Sein Hauptort ist die Stadt Nanterre. 

## Gemeinde
Zum Kanton Nanterre-1 gehört der nordwestliche Teil der Gemeinde Nanterre.